# Benkovac
Benkovac (tyska: Benkowatz, italienska: Bencovazzo) är en kommun och stad i Kroatien. Kommunen har 9 786 och staden 2 622 invånare (2001). Benkovac ligger i Zadars län i landskapet Dalmatien, cirka 20 km från Biograd na Moru och 30 km från Zadar.

## Historia
Arkeologiska fynd visar att området där Benkovac idag ligger var bebott redan under stenåldern 4900-4500 f.Kr.. Under denna epok blomstrade Danilokulturen längs med den adriatiska kusten och fyndigheter av vackert utsmyckad keramik har påträffats i Benkovacs omgivningar. Innan området intogs av romarna beboddes det av liburnerna, en illyrisk folkstam. Under 600-talet bosatte sig slaverna (dagens kroater) i området och under 900-talet ingick Benkovacområdet i det medeltida furstendöme som kroaterna upprättade längs kusten. I samband med Pacta conventa 1102 kom området att ingå i det ungerska kungariket.
1409 sålde kung Vladislav av Neapel sina rättigheter till Dalmatien till republiken Venedig. Benkovacområdet kom då att befinna sig i gränslandet mellan republiken Venedig och det kroatisk-ungerska kungariket. I samband med detta uppfördes flera befästningar i området, bland annat borgen Benković, som uppkallades efter den adelsman som lät uppföra den. Runt borgen växte sedan staden Benkovac upp.
1527 lyckas osmanerna inta staden och 1683 intogs den av venetianarna. I samband med republiken Venedigs upplösning 1797 tillföll staden kejsardömet Österrike (sedermera Österrike-Ungern) som behöll makten fram till första världskrigets slut 1918.